# Teobaldo Galdino

Teobaldo Galdino (em francês: Thibaud Gaudin; em latim: Theobaldus Gaudinus/Galdinus; 1229 – 16 de abril de 1292) foi o Grão-Mestre dos Cavaleiros Templários de agosto de 1291 até sua morte, em Abril de 1292. Pela sua grande piedade foi considerado digno da alcunha de "Monge Gaudo".

## Vida
A história da Teobaldo Galdino dentro da Ordem é bastante misteriosa. Nascido numa família nobre na área de Chartres ou Blois, França, entrou para a Ordem do Templo bem antes de 1260 porque nessa data, foi feito prisioneiro durante um ataque de Tiberíades. Em 1279, Teobaldo cumpriu a função de "Comandante da Terra de Jerusalém" (não confirmado), a quarta função mais importante na hierarquia templários. 
Em 1291, andava ele ao lado de Guilherme de Beaujeu para defender a cidade de Acre, sitiada pelo formidável exército de sultão mameluco Axerafe Calil. Em 18 de Maio, após a morte do referido Guilherme de Beaujeu, Galdino permaneceu nessa cidade de Acre. Os demais cavaleiros da ordem, os homens, mulheres e crianças encontraram refúgio no templo, a grande fortaleza dos Templários. Pedro de Sevry, marechal da ordem, Teobaldo Galdino, tesoureiro da ordem, e seus cavaleiros foram os últimos a defender Acre.
Depois de tentar defenderem a cidade de Acre em conjunto, sem sucesso, Axerafe Calil ofereceu ao marechal da ordem de embarcar para o Chipre, com todos os seus haveres. Tendo sido sido isso acordado, o Emir e 100 mamelucos foram autorizados a entrar na fortaleza. Mas como eles começaram a incomodar as mulheres e alguns rapazes, os cavaleiros templários, furiosos com esse ato, barricaram-se novamente. Naquela noite Pierre enviou ao tesouro da ordem, com o seu comandante Teobaldo Galdino e alguns não-combatentes, de barco para Sidom.
Acre caiu no dia seguinte.
Teobaldo Galdino chegaram com alguns cavaleiros a Sidom, onde foi eleito Grão Mestre. Os Templários estavam determinados a defender essa grande cidade, mas porque faltava um número suficiente de cruzados para o fazerem adequadamente. Então evacuaram-na e se mudaram para o castelo do mar. Teobaldo Galdino passou a Chipre, na esperança de reunir reforços. Para muitos, este foi considerado como um acto de cobardia.
Os Templários lutaram bravamente, mas quando os engenheiros começaram a construir uma ponte, eles navegaram para longe Tortosa. A 14 de julho de 1291 o emir Xujai entrou finalmente no castelo e ordena a sua destruição. Os reforços nunca vieram.
A cidade de Beirute foi tomada em 21 de julho, o castelo de Ibelins e suas muralhas foram completamente destruídas. O sultão ocupou Haifa em 30 de julho e o mosteiro do Carmo foi destruído.
No início de Agosto, os cruzados declaravam para si nada mais do que duas cidades fortificadas, ambas ocupadas pelos Templários. No entanto, as guarnições foram demasiado fracas para enfrentar um cerco, de forma que Tortosa foi evacuada em 3 de agosto e o Castelo do Peregrino em 14 de agosto.
Eles partiram para o mar na direcção ao forte de Ruad, duas milhas ao largo da costa de Tortosa, que permaneceu sob seu controle até 1302.
Em Outubro de 1291, um capítulo geral da ordem reuniu-se em Chipre. Esta reunião confirmou a eleição de Teobaldo Galdino como Grão Mestre e nomeou novos dignitários em posições importantes dentro da hierarquia da ordem. É nessa ocasião que Jacques de Molay foi nomeado o marechal, que sucede a Pierre de Sevry, que tinha morrido em Acre. Teobaldo Galdino tentou reorganizar todos os Templários após a devastação das recentes batalhas. Além disso, era necessário defender o Reino Armênio da Cilícia de um cerco pelos turcos seljúcidas e a ilha de Chipre, ocupada por uma multidão de refugiados. Aparentemente, a tarefa revelou-se assustadora para Teobaldo Galdino, que morreu em 1292 deixando uma enorme tarefa de reconstrução ao seu sucessor, Jacques de Molay.